# Liste der Stolpersteine in Greiz
Die Liste der Stolpersteine in Greiz enthält alle Stolpersteine, die im Rahmen des gleichnamigen Projekts von Gunter Demnig in der thüringischen Stadt Greiz verlegt wurden. Mit ihnen soll an Opfer des Nationalsozialismus erinnert werden, die in Greiz lebten und wirkten.

## Verlegte Stolpersteine
In Greiz wurden 10 Stolpersteine an fünf Adressen verlegt.
| Stolperstein | Inschrift | Verlegeort             | Name, Leben |
| ------------ | --- | ---------------------- | --- |
|              | HIER WOHNTE HANS KRAMER JG. 1893 DEPORTIERT 1942 ERMORDET IN AUSCHWITZ                                            | Gartenweg 7            | Hans Kramer wurde am 15. September 1893 in Greiz geboren. Seine Eltern waren Hugo Kramer und Frederike geb. Dalber. Er war Geschäftsmann und wohnte gemeinsam mit Vater und Bruder Willy in der Oststraße 50, die Mutter lebte nur wenige Häuser weiter, in der Elsterstraße 11a. Er heiratete Hilde Rindskopf. Das Paar hatte zwei Kinder, Anneliese, später verehelichte Furberg, und Walter. Spätestens 1926 übersiedelte die Familie in der Elsterstraße 7. Kramer fungierte als Gesellschafter und Miteigentümer der Firma „Franz Müller & Kramer, Mechanische Wollweberei“, in welcher sein Vater seit 1888 wirkte. 1938 war der Druck auf alle Juden im Wirtschaftsleben massiv angestiegen, Hans Kramer sah keine Zukunft mehr für sich und seine Familie in Deutschland. Er und seine Frau flüchteten über die Schweiz nach Südfrankreich und lebten in Nizza. Sie wurden jedoch vier Jahre später dort von NS-Schergen aufgegriffen, inhaftiert und am 3. November 1942 in das Vernichtungslager Auschwitz deportiert. Hans Kramer und seine Frau wurden dort ermordet. Beide Kinder überlebten die Shoah. Seine Tochter lebte nach dem Ende des Krieges nochmal kurz in Greiz, ging dann nach Westberlin und schließlich nach Israel. Sein Sohn Walter starb 1995 in Los Angeles. Sein Bruder Willy Kramer war 1938 bei einer Geschäftsreise in England verblieben und holte seine Familie nach. Sie überlebten die Shoah. |
|              | HIER WOHNTE HILDE KRAMER GEB. RINDFLEISCH JG. 1900 DEPORTIERT 1942 ERMORDET 1942 IN AUSCHWITZ                     | Gartenweg 7            | Hilde Kramer geb. Rindskopf, wurde am 29. Dezember 1900 in Essen oder Werden geboren. Ihre Eltern waren der Schürzenfabrikbesitzer Otto Rindskopf (1863–1934) und Henriette geb. Lilienthal (1871–1942). Sie hatte vier Geschwister, darunter Fritz (geboren 1903) und die Zwillinge Hans und Grete (geboren 1908). Sie heiratete Hans Kramer, einen Geschäftsmann. Das Paar hatte zwei Kinder, Anneliese und Walter. Das Ehepaar flüchtete 1938 über die Schweiz nach Südfrankreich und lebte in Nizza, wurde jedoch vier Jahre später von NS-Schergen aufgegriffen, inhaftiert und am 3. November 1942 in das Vernichtungslager Auschwitz deportiert. Dort wurden Hans und Hilde Kramer ermordet. Beide Kinder überlebten die Shoah. Die Tochter kehrte 1946/47 noch einmal kurze Zeit nach Greiz zurück und wohnte in der Rosa-Luxemburg-Straße 7. Sie zog nach West-Berlin, heiratete einen Mann namens Fürberg und emigrierte später nach Israel. Der Sohn lebte 1980 in den USA, er starb 1995 in Los Angeles. Ihre Mutter starb kurz vor der Deportation. Ihr Bruder Hans wurde 1942 nach Izbica deportiert und ermordet. Ihre Schwester Grete hatte ihren Namen in Rikko geändert, in Paris Kunst studiert, ging 1937 nach New York und überlebte, ebenso wie Bruder Fritz, der als Fritz Rikko Musikwissenschaftler und Dirigent wurde.                                                                                      |
|              | HIER WOHNTE JULIE POPPER GEB. KNÖPFELMACHER JG. 1866 DEPORTIERT 1942 AUSCHWITZ ERMORDET 27.2.1943                 | Kugelacker 37          | Julie Popper geb. Knöpfelmacher wurde am 30. Oktober 1866 in Uherský Ostroh geboren. Sie hatte zumindest einen Sohn, Leopold Popper (geb. 1903 in Wien), genannt Leo. 1925 kam er nach Greiz und holte später seine Mutter nach. 1931 heiratete er Hildegard geb. Gäbelein. Das Paar bekam eine Tochter, ebenfalls Julie genannt. 1931 übersiedelte die Familie in eine Wohnung im Hofgartenweg 7. Am 31. Dezember 1939 musste die Familie aus dieser Wohnung ausziehen. Es wurde ihnen eine Baracke zugewiesen, deren Straßenname unbekannt ist. Später fanden sie Unterkunft im Haus von Friedrich Lustinetz, Am Zieger 10. Am 20. September 1942 wurde Julie Popper mit dem Transport No. XVI/1 gemeinsam mit 876 weiteren Personen von Weimar nach Theresienstadt deportiert. Ihre Deportationsnummer war 636. Julie Popper wurde verlor ihr Leben am 27. Februar 1943. Ihr Sohn wurde 1944 in ein Zwangsarbeitslager deportiert, wo er unter Tage arbeiten musste. Er wurde in das Arbeitslager von Wasseralfingen überstellt und konnte während eines Transports von dort flüchten. Er schlug sich nach Norddeutschland durch, stellte sich in Osnabrück den Alliierten, bekam neue Papiere und konnte zu seiner Familie zurückkehren. Er wurde Treuhänder der Firma „Gebrüder Berglas AG“ und wohnte mit der Familie in der Schönfelder Straße 76. Er starb 1970, seine Frau 1981.                                             |
|              | HIER WOHNTE DORA WEIGEL GEB. FLOM JG. 1906 DEPORTIERT 1944 THERESIENSTADT BEFREIT / ÜBERLEBT                      | Südstraße 6            | Dora Weigel geb. Flom, geboren am 15. Oktober 1906 in Reichenbach im Vogtland, wurde von ihrer leiblichen Mutter nach ihrer Geburt in Pflege gegeben. Sie wurde von der Familie Richter in Greiz aufgenommen, die in der Pohlitzer Straße 133 lebte. Von November 1929 und September 1934 war sie in der Petzoldstraße 21 wohnhaft. Von 1942 bis 1945 war sie in verschiedenen Konzentrationslagern interniert. Am 12. Januar 1944 wurde sie mit Transport No. XVI/3 von Weimar nach Theresienstadt deportiert. Ihre Deportationsnummer war 7. Am 16. Mai 1944 wurde sie mit Transport No. Ea nach Auschwitz überstellt, gemeinsam mit 2.499 KZ-Häftlingen aus Theresienstadt. Ihre Deportationsnummer war 485. Von Auschwitz wurde sie in das KZ Stutthof überstellt, wo Dora Weigel am 9. Mai 1945 von der Roten Armee befreit wurde. Danach konnte sie nach Greiz zurückkehren. 1948 lebte sie in der Grünrathstraße 8. Nach ihrer Befreiung heiratete sie einen Mann namens Weigel, die Ehe wurde jedoch später geschieden. |
|              | HIER WOHNTE BARUCH REISLER JG. 1894 'POLENAKTION' 1938 BENTSCHEN / ZBASZYN DEPORTIERT ERMORDET IM BESETZTEN POLEN | Gotthold-Roth-Straße 8 | Baruch Reisler – 1937 zog die Familie Reisler (Vater Baruch und seine Kinder Max, Erna und Arno) von der Marktstraße 6 in die Wilhelm-Frick-Straße 7, heute Gotthold-Roth-Straße 8. Am 28. Oktober 1938 wurden Baruch Reisler und seine Söhne unerwartet aus Jena zwangsausgewiesen und im Rahmen der „Polenaktion“ nach Polen deportiert – unbekannt ist, ob sie vorher von Greiz nach Jena gezogen waren oder ob sie von Greiz aus über Jena deportiert wurden. Die Hitlerregierung wollte sich der jüdischen Menschen polnischer Herkunft „entledigen“, bevor ihre polnische Staatsbürgerschaft erlosch. Baruch Reisler und seine Söhne kamen am 29. Oktober 1938 in das Aufnahmelager Bentschen, von wo aus Max Reisler mit seinem Vater nach Posen übersiedelte. Am 27. August 1940 gelangten die beiden nach Baranow und kamen im Osten um ihr Leben. |
|              | HIER WOHNTE MAX REISLER JG. 1910 'POLENAKTION' 1938 BENTSCHEN / ZBASZYN DEPORTIERT ERMORDET IM BESETZTEN POLEN    | Gotthold-Roth-Straße 8 | Max Reisler (geboren am 5. März 1910) wurde am 28. Oktober 1938 mit Vater Baruch und Bruder Arno unerwartet aus Jena zwangsausgewiesen und im Rahmen der „Polenaktion“ nach Polen deportiert Er kam mit seinem Vater Baruch Reisler und seinen Geschwistern am 29. Oktober 1938 in das Aufnahmelager Bentschen, von wo aus Max Reisler, ein gelernter Verkäufer, mit seinem Vater nach Posen übersiedelte. Am 27. August 1940 gelangten die beiden nach Baranow und kamen im Osten um ihr Leben. |
|              | HIER WOHNTE ERNA REISLER JG. 1912 FLUCHT USA                                                                      | Gotthold-Roth-Straße 8 | Erna Reisler (geboren am 13. Mai 1912) hatte sich, wahrscheinlich bereits einige Zeit vor dem 28. Oktober (als Vater Baruch und die Geschwister Max und Arno im Rahmen der 'Polenaktion' deportiert wurden) Einreisepapiere in die USA beschaffen können. Sie gelangte dank dieser Papiere zunächst nach Pittsburgh, wo sie ihren künftigen Mann Ludwig Hahn kennenlernte. Sie lebte später in New York. |
|              | HIER WOHNTE ARNO REISLER JG. 1919 'POLENAKTION' 1938 BENTSCHEN / ZBASZYN MIT HILFE ÜBERLEBT                       | Gotthold-Roth-Straße 8 | Arno Reisler (geboren am 21. Juli 1918) wurde am 28. Oktober 1938 aus Jena mit Vater Baruch und Bruder Max zwangsausgewiesen und im Rahmen der „Polenaktion“ nach Polen deportiert. Arno, der das Maurerhandwerk erlernt hatte, setzte sich im November 1938 nach Stanislaw ab. Er überlebte die Strapazen des Zweiten Weltkrieges und arbeitete in nördlichen Hafenstädten. Außerdem half er in Bayern und Österreich Überlebenden aus Konzentrationslagern bei der illegalen Ausreise nach Palästina. Auf Drängen seiner Schwester Erna, die mittlerweile in New York lebte, zog er zu ihr. Dort arbeitete er im Baugewerbe und wurde später selbst Arbeitgeber. Im August 1976 erlag er einem Herzstillstand und hinterließ eine Frau und zwei Kinder (Martin und Barry). Erna Reisler († 09. März 1996 in Miami) und Ludwig Hahn bekamen einen Sohn (Elliot). |
|              | HIER WOHNTE ABRAHAM 'AVRAHAM' KAPITALNIK JG. 1881 SCHICKSAL UNBEKANNT                                             | August-Bebel-Straße 27 | Abraham Kapitalnik (geboren 1881), ein Rohproduktenhändler, zog zwischen 1926 und 1929 mit Tochter Hanna in die Idastraße 27 (heute August-Bebel-Straße 27). 1934 war er nicht mehr im Greizer Adressbuch verzeichnet. Abraham Kapitalnik wurde in der Schoah ermordet. |
|              | HIER WOHNTE HANNA 'CHANA' KAPITALNIK JG. 1910 SCHICKSAL UNBEKANNT                                                 | August-Bebel-Straße 27 | Hanna Kapitalnik (geboren 1910 in Łódź [dt.: Lodz oder Lodsch]), die Tochter von Abraham und Perel Kapitalnik, wohnte seit spätestens 1929 in der Idastraße 27. 1934 war sie nicht mehr im Einwohnerbuch von Greiz verzeichnet. Hanna wurde in der Schoah ermordet. |

## Verlegungen
- 18. Oktober 2011
- 22. September 2022[19]